# Polder De Bloksloot
Polder De Bloksloot of de Blokslootpolder (Fries: Polder Bloksleat) is een polder(gebied) in de gemeente De Friese Meren, in de Nederlandse provincie Friesland. Het ligt bij het Sneekermeer, tussen Sneek en Joure.
De polder is vernoemd naar de Bloksloot, een water dat door de polder heen loopt vanaf de Noorder Oudeweg. Aan de Noorder Oudeweg ligt ook een jachthaven. Een deel van de polder is bewoond met boerderijen. Ondanks dat het geheel los is gelegen van het dorp Broek wordt niet als een buurtschap geduid omdat niet als een eigen plaats wordt bezien maar een poldergebied dat direct valt onder het dorp.
De polder wordt omringd door het water naast de Noorder Oudeweg en het meer Oudeweg gaat het onder meer om het Jentjemeer, de Langstaartenpoel, de Vrijegrassloot, de Gudsekop, de Goëngarijpsterpoelen.
Het noordelijke deel van de polder is een natuurgebied dat deels wordt beheerd door Staatsbosbeheer. Het bestaat uit Kop Bloksloot en Vrije Grazen.